# C415T

C415T（シー よんいちご ティー）は、東芝製のau（KDDI・沖縄セルラー電話）の第二世代携帯電話(cdmaOne)端末である。

## 概要
出典: (3)
本機はau向けとしては初となる4096色の表示が可能な低温ポリシリコンTFT液晶が採用され、着信に対して自分の声をロボット風ボイスのやハイトーンボイスなどに加工できる「テクノボイス」や、着信メロディをユーザー自身が作成・編集したり、画像を加工できる「メディアアレンジャー」などの機能を搭載している。ただし「ezplus」は搭載していない。

## 沿革
- 2001年05月17日　電気通信端末機器審査協会による技術基準適合認定の設計認証（設計認証番号A01-0384JP、J01-0125）
- 2001年05月25日　テレコムエンジニアリングセンター(TELEC)による技術基準適合証明の工事設計認証（工事設計認証番号XZAA0049）
- 2001年07月10日　TELECによる技術基準適合証明の工事設計認証（工事設計認証番号XZAA0054）
- 2001年08月中旬　発売開始。
- 2012年07月22日　cdmaOneサービス終了により使用はこの日限りとなる。